# Sérgio Santos (músico)
Sérgio Correia dos Santos (Varginha, 24 de novembro de 1956) é um cantor, violinista, arranjador e compositor brasileiro. 
É um grande parceiro do compositor e poeta Paulo César Pinheiro, juntos já compuseram mais de 200 músicas que já foram gravadas pelos artistas como Leila Pinheiro, Alcione, Fátima Guedes, Lenine, Joyce, Dori Caymmi, Francis Hime, Olívia Hime e Milton Nascimento.
Foi também jogador de Basquete, tendo integrado, inclusive, a Seleção Mineira .

## Discografia
- (2013) Rimanceiro (Sérgio Santos)
- (2011) Mario Adnet: Vinicius & Os Maestros – Orquestra e convidados (Mario Adnet) – participação
- (2009) Litoral e interior (Sérgio Santos)
- (2008) Iô Sô (Sérgio Santos)
- (2004) Sérgio Santos (Sérgio Santos)
- (2003) Thelmo Lins Canta Drummond (Thelmo Lins) - participação
- (2003) Guiness Bossa Novíssima (vários artistas) - participação
- (2003) 6º comPasso (vários artistas) – participação
- (2002) Áfrico-Quando o Brasil resolveu cantar (Sérgio Santos)
- (2002) Tanta luz (Guilherme Vergueiro) - participação
- (2001) Sinfonia da Cidade de São Sebastião do Rio de Janeiro (Vários artistas)
- (1999) Mulato (Sérgio Santos)
- (1997) Prato feito (vários artistas) - participação
- (1995) Aboio (Sérgio Santos)
- (1988) Ultraleve (Rosa Emília) - participação